# Dungeons & Dragons (film)
Dungeons & Dragons är en amerikansk långfilm från 2000 i fantasygenren som är inspelad i Tjeckien.

## Handling
Handlingen går ut på att den onde trollkarlen Profion (Jeremy Irons) försöker ta kontrollen över världen genom att tvinga drakar att lyda honom. En omaka samling hjältar förs samman och kommer genom slumpen och ödet att bli de som stoppar trollkarlen.

## Rollista (i urval)
| Jeremy Irons     | – Profion            |
| Bruce Payne      | – Damodar            |
| Justin Whalin    | – Ridley Freeborn    |
| Marlon Wayans    | – Snails             |
| Zoe McLellan     | – Marina Pretensa    |
| Robert Miano     | – Azmath             |
| Tomás Havrlik    | – Mage               |
| Thora Birch      | – Kejsarinnan Savina |
| Edward Jewesbury | – Vildan Vildir      |

## Om filmen

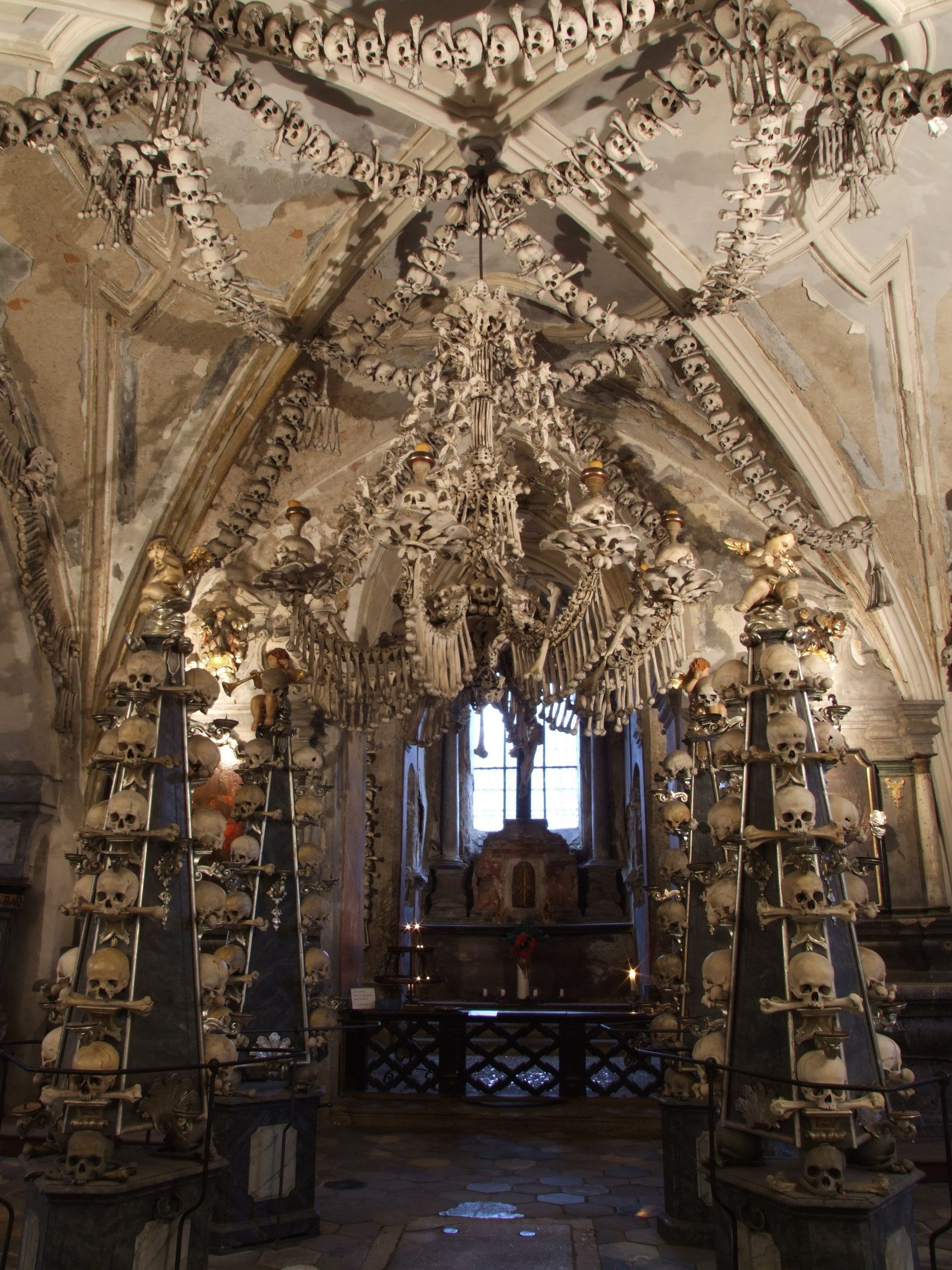
Benhuset i Sedlec användes som inspelningsplats för trollkarlen Profions lya.

Filmen är bygger på rollspelet Dungeons & Dragons och miljön är high fantasy. Filmen är inspelad i Tjeckien. Joel Silver var filmens verkställande producent.
Filmen var ett ekonomiskt och publikmässigt fiasko på biograferna.
Även en tecknad serie med namnet Dungeons & Dragons har gjorts. Den serien, som producerades under 1980-talet, har ingenting med filmen att göra, och anses åtminstone bland rollspelets anhängare vara en betydligt bättre tolkning av innehållet i Dungeons & Dragons, med mer komplicerade huvudpersoner och beslut med etiska ställningstaganden.